# Joseph R. Gannascoli

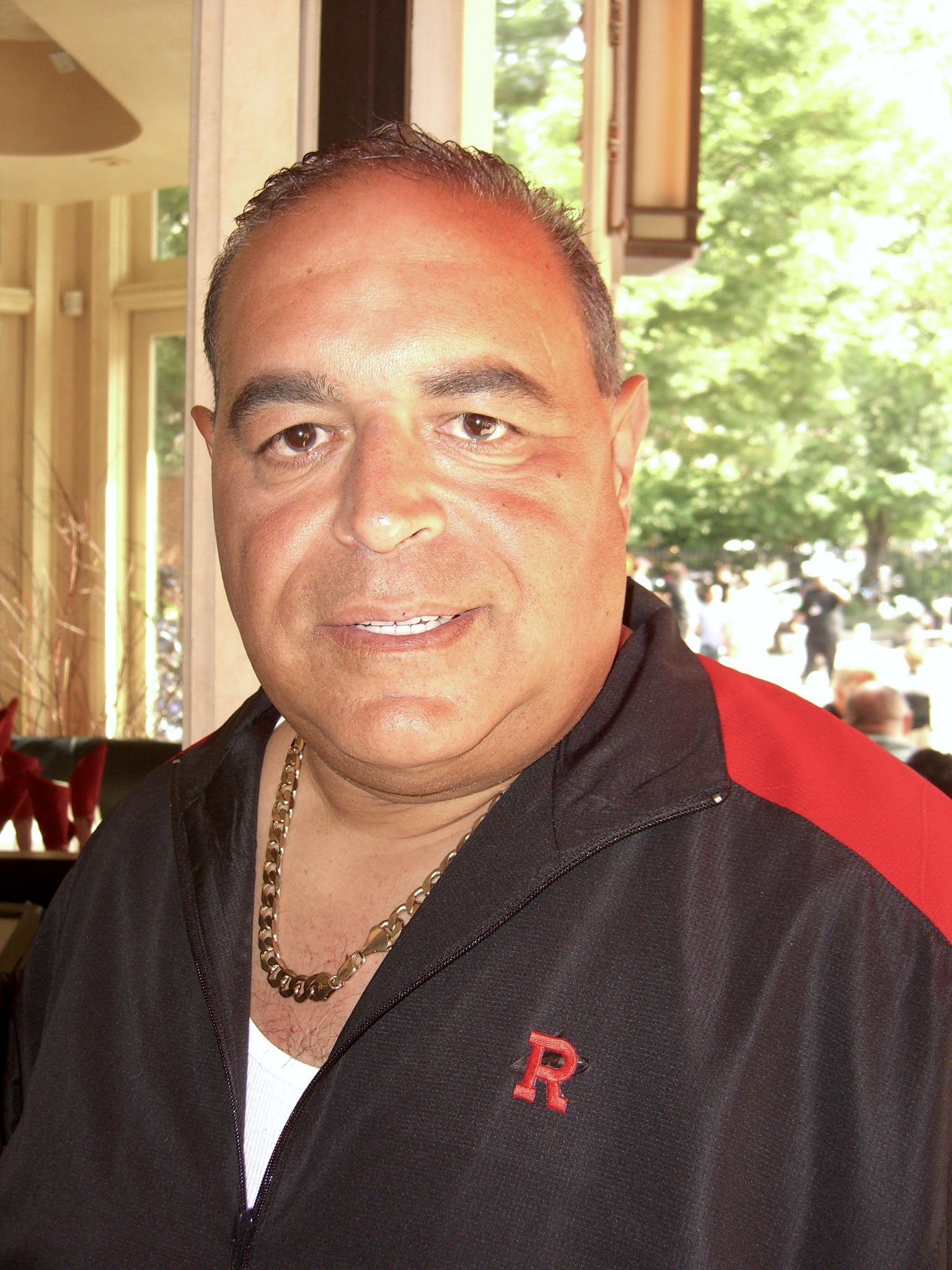
Joseph R. Gannascoli am 7. Juni 2011.

Joseph R. Gannascoli (* 15. Februar 1959 in Brooklyn, New York City) ist ein US-amerikanischer Schauspieler.

## Leben und Wirken
Joseph R. Gannascoli studierte an der St. John’s University Kommunikationswissenschaften. Danach wurde er als Schauspieler beruflich tätig. Als Schauspieler wirkte er seit den frühen 1990er Jahren in mehreren Kinofilmen mit. Größere Bekanntheit erlangte Gannascoli in seiner Rolle als Vito Spatafore in der US-amerikanischen Fernsehserie Die Sopranos. Er spielte in dieser Serie ein Mafiamitglied, der seine Homosexualität vor seiner Ehefrau und Familie versteckt. In späteren Folgen der Serie wird verfeindeten Mafiamitgliedern die sexuelle Orientierung bekannt und Vito Spatafore wird ermordet. Nach dem Ende der Sopranos wirkte er in mehreren Kinofilmen und Episoden verschiedener Fernsehserien mit.
Joseph R. Gannascoli nahm 2005 an der US-amerikanischen Fernsehshow Celebrity Fit Club teil und verlor in dieser Show über 32 Pfund an Körpergewicht (rund 10 Prozent). Sein Gewichtsverlust wurde auch in die sechste Staffel der Fernsehserie Die Sopranos eingebaut. In dieser Staffel ist Vito Spatafore wesentlich dünner als in den vorherigen Folgen und achtet auf seine Ernährung.
Am 10. Januar 2006 veröffentlichte Gannascoli den Kriminalroman A Meal to Die For: A Culinary Novel of Crime.
Joseph R. Gannascoli ist seit Juni 2005 mit Diana Benincasa verheiratet. Sie leben auf Long Island. Im Juni 2009 wurde die gemeinsame Tochter geboren.

## Filmografie (Auswahl)
- 1993: Das Millionen-Ding (Money for Nothing)
- 1994: Ed Wood
- 1995: Never Talk To Strangers – Spiel mit dem Feuer (Never Talk to Strangers)
- 1996: Basquiat
- 1996: Das Begräbnis (The Funeral)
- 1999: On the Run
- 1999: Mickey Blue Eyes
- 1999–2006: Die Sopranos (The Sopranos, Fernsehserie, 41 Folgen)
- 2000: Two Family House
- 2004: The Kings of Brooklyn
- 2004: Law & Order (Fernsehserie)
- 2005: Johnny Slade’s Greatest Hits
- 2006: Beer League
- 2008: College Road Trip
- 2009: Corrado
- 2011: White Collar (Fernsehserie, S03E09,  1. Folge)
- 2011: The Fuzz
- 2012: Men in Black 3
- 2012: Desperate Endeavors
- 2013: Fratello
- 2014: Rob the Mob – Mafia ausrauben für Anfänger (Rob the Mob)
- 2014: Leaving Circadia
- 2014: Gilgamesh
- 2014: Wicked Bites (Fernsehserie)
- 2014: Other Plans
- 2014: Chasing Taste
- 2015: An Act of War

## Auszeichnungen
- 2007: Nominierung für den Screen Actors Guild Award in der Kategorie Bestes Schauspielensemble – Drama für Die Sopranos